# 鳳魮
鳳魮（学名：Barbus anema）為輻鰭魚綱鯉形目鯉科的其中一個種。分布於非洲尼羅河、尼日河及查德湖流域，本魚側線完整，鱗片在側線上面被黑色邊緣，構成一條縱向的條紋，也覆蓋吻部。背鰭軟條11枚；臀鰭軟條8枚，體長可達3公分。

## 扩展阅读
維基物種上的相關：鳳魮